# Percival Lowell
Percival Lowell (* 13. březen 1855, Boston – † 12. listopad 1916, Flagstaff) byl americký podnikatel, matematik, astronom a diplomat. Od roku 1894 se intenzivně věnoval studiu Marsu a snažil se prokázat umělý původ marsovských kanálů. Díky svým výpočtům předpověděl také existenci Pluta, které bylo objeveno 14 let po jeho smrti.

## Životopis
Percival Lowell se narodil 13. března 1855 v Bostonu, v rodině obchodníka s bavlnou. Jeho bratrem byl Abbott Lawrence Lowell, pozdější rektor Harvardovy univerzity, jeho sestrou byla básnířka a kritička Amy Lowellová.
V roce 1876 dokončil Percival Lowell studium matematiky na Harvardu a začal se věnovat obchodu. V roce 1883 odjíždí na Dálný východ, kde strávil asi 10 let. Během svého pobytu se zajímal především o japonské náboženství a kulturu, o které napsal i několik knih (např. Noto, Occult Japan nebo The Soul of the Far East).
V polovině ledna roku 1894 začíná společně s astronomem Williamem H. Pickeringem budovat observatoř v arizonském městě Flagstaff, kde hodlal pozorovat Mars. Lowellův zájem o Mars vyvolala zejména kniha Camilla Flammariona La planète Mars, kterou dostal v roce 1893 jako vánoční dárek. Lowell studoval především domnělé marsovské kanály, které pozoroval už v roce 1877 italský astronom Giovanni Schiaparelli.
Posledních 23 let svého života věnoval Lowell právě astronomii a jeho observatoř, která dnes nese jeho jméno, se stala jednou z nejvýznamnějších v USA. Percival Lowell zemřel 12. listopadu 1916 a je pohřben blízko své observatoře.

## Lowell a jeho astronomická dráha

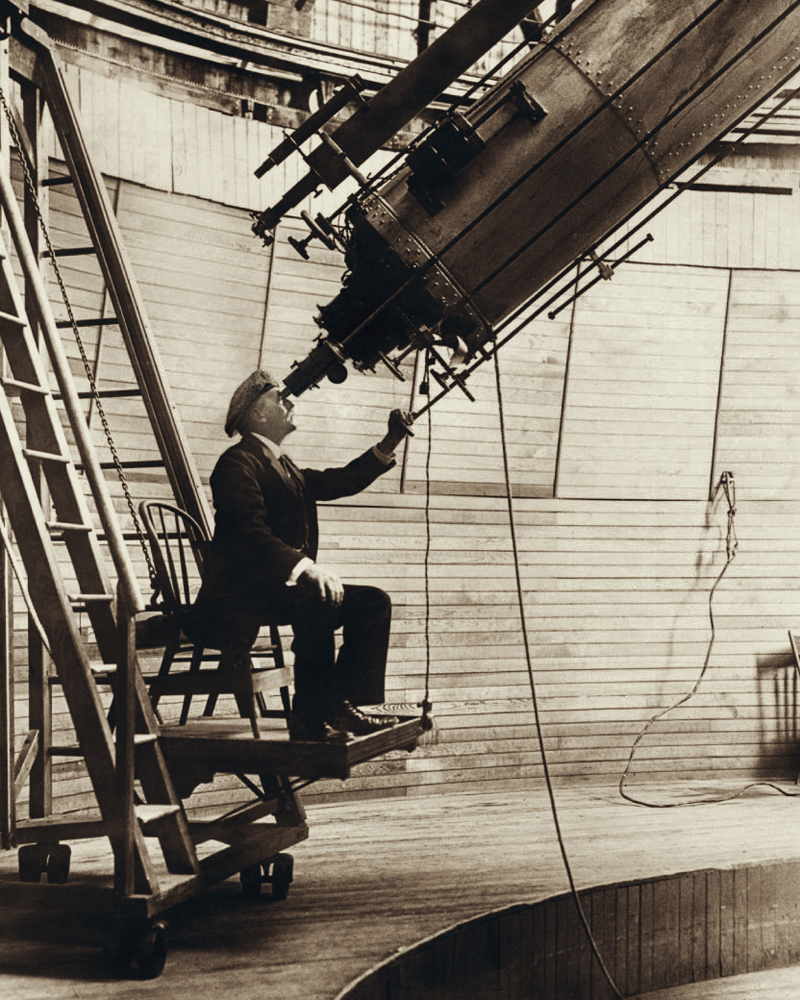
Percival Lowell a jeho 61 centimetrový dalekohled

Od roku 1894 se Lowell věnoval intenzivnímu pozorování Merkuru, Venuše a především Marsu. Jeho hvězdárna ve Flagstaffu ležela asi ve výšce 2175 m n. m., a proto měl pro pozorování výborné podmínky. Observatoř byla nejprve vybavena 30 centimetrovým, později pak 61 centimetrovým dalekohledem od slavného optika Alvana Clarka.
Lowell však neprováděl všechna svá pozorování pouze na své hvězdárně, ale uspořádal i několik astronomických expedic- např. v roce 1900 do Libye nebo v roce 1907 do Chile.
O svých výzkumech Marsu napsal Lowell tři knihy – Mars (1895), Mars and its Canals (Mars a jeho kanály, 1907) a Mars as the Abode of Life (Mars jako domov života, 1908). Tyto knihy byly velmi čtivé a díky nim se Lowellovi podařilo zpopularizovat své myšlenky o obydleném Marsu. Z Lowellova pojetí Marsu vychází ve svých vědeckofantastických dílech například H. G. Wells (Válka světů) a Edgar Rice Burroughs (Princezna z Marsu). V roce 1909 však Eugène M. Antoniadi, francouzský astronom řeckého původu, vyvrátil teorii o umělých kanálech na Marsu a svými pozorováními dokázal, že tyto kanály byly jen optický klam.
Od roku 1909 se Lowell dvakrát pokoušel najít záhadnou Planetu X za Neptunem, avšak neúspěšně. Pluto, které bylo patrně touto Planetou X, bylo objeveno až v roce 1930 Clydem Tombaughem právě na Lowellově hvězdárně.